# Lomariopsis underwoodii
Lomariopsis underwoodii är en ormbunkeart som beskrevs av Holtt. Lomariopsis underwoodii ingår i släktet Lomariopsis och familjen Lomariopsidaceae. Inga underarter finns listade.